# Chat haret

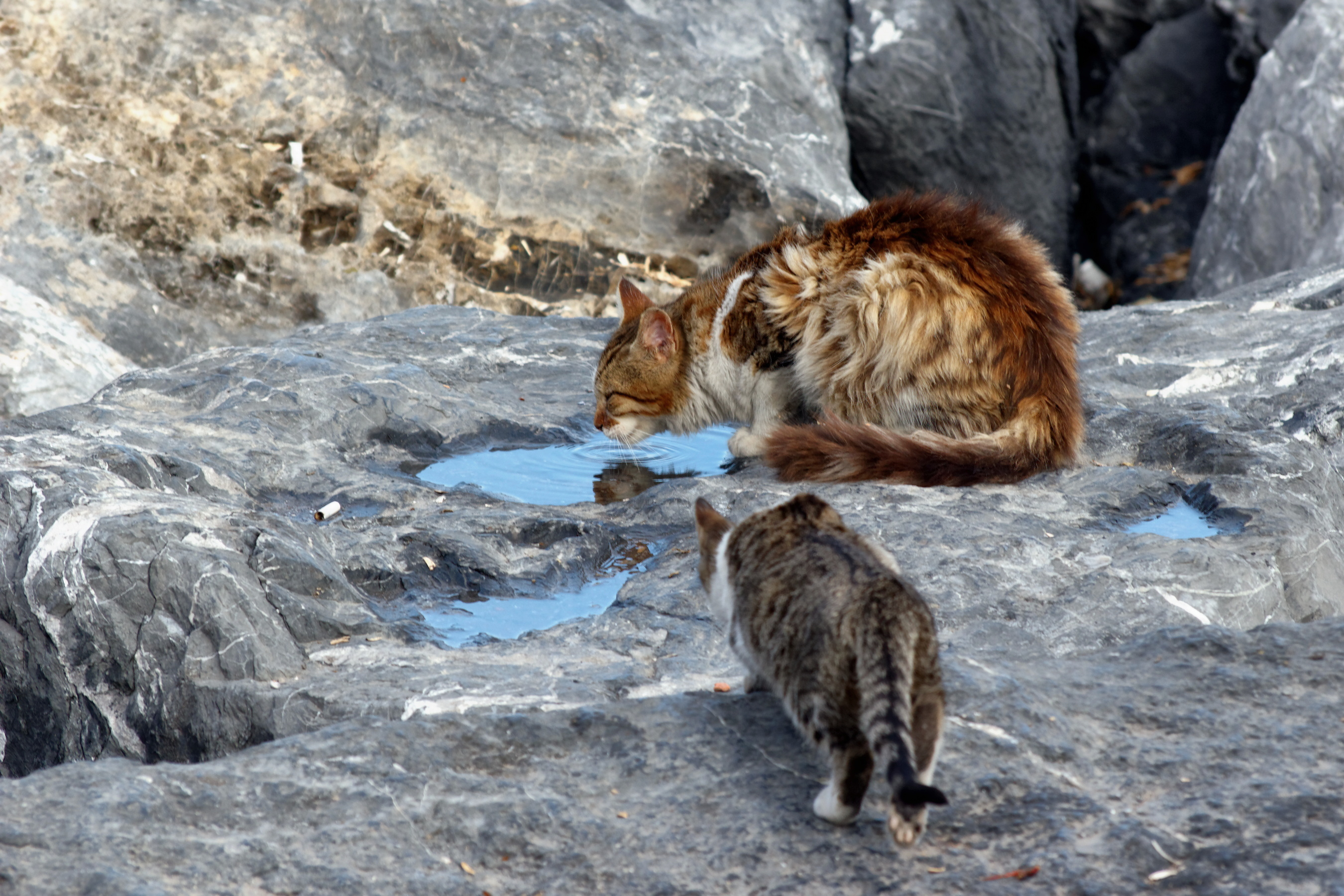
Chats harets s'abreuvant à Istanbul (Turquie).

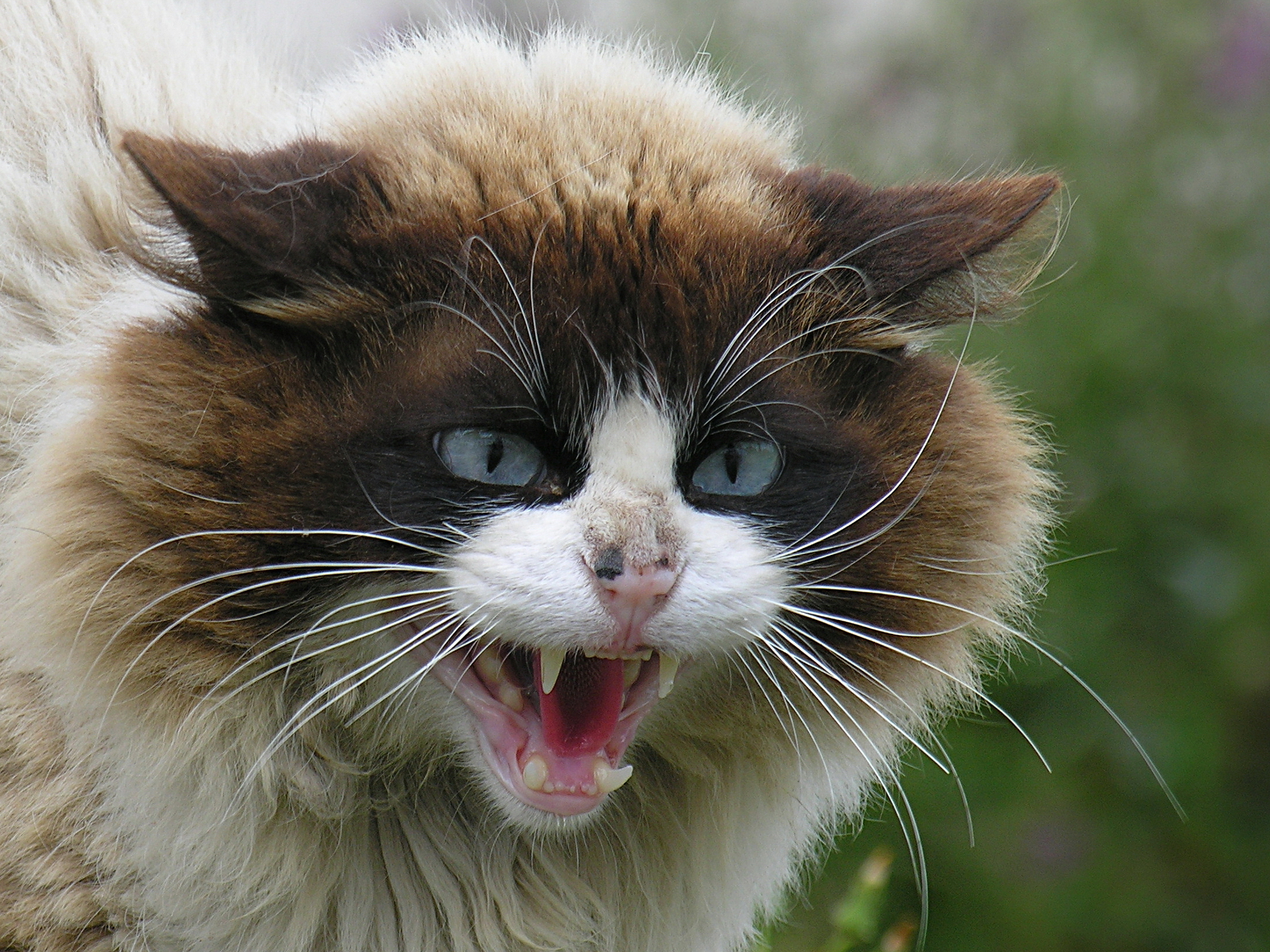
Chat haret en posture d'intimidation, Galice (Espagne).

Le chat haret, ou chat errant, est un chat domestique (petit félin de la sous-espèce Felis silvestris catus), retourné à l'état sauvage ou semi-sauvage, par le phénomène du marronnage. Il a pu vivre en compagnie d'êtres humains au cours de son existence, avant de fuir ou d'être abandonné, ou bien être né loin d'eux, en étant issu d'une lignée dont le retour à l'état sauvage remonte à plusieurs générations, de sorte que la différence entre le chat haret et le chat domestique proprement dit n'est pas génétique, mais uniquement éthologique, c'est-à-dire liée à son mode de vie.
Le chat haret ne doit donc pas être confondu avec les autres sous-espèces, naturelles, du Chat sauvage (Felis silvestris), comme le Chat sauvage d'Europe (Felis silvestris silvestris) ou le Chat sauvage d'Afrique (Felis silvestris lybica), ni avec les autres espèces appelées chat.
Dans certains pays, où le chat n'est pas une espèce d'origine indigène, les populations de chats harets ont proliféré ; ils représentent en Australie une population évaluée entre 2,1 et 6,3 millions de chats fin 2016,, qui pose de graves problèmes environnementaux.

## Éthologie
Le chat haret, chat domestique féral (ou ensauvagé), ne se distingue encore du Chat domestique que par le comportement, et non par des caractères biologiques. Il faut ainsi distinguer parmi l’espèce Felis silvestris catus :
- le chat domestique proprement dit (ou de propriétaire), dépendant de la personne qui l’abrite, le nourrit et le protège ;
- le chat errant, indépendant de la personne et vivant sur un territoire plus étendu, mais se nourrissant en grande partie de denrées anthropiques ;
- le chat haret, retourné à une vie sauvage où il subsiste par lui-même loin de la personne, bien qu’il lui arrive de consommer des denrées d’origine anthropique[3].

Toutefois, ces trois populations sont à même de s’accoupler et sont fertiles non seulement entre elles, mais également avec les espèces sauvages de Felis silvestris. Si cette hybridation existe depuis la domestication de Felis silvestris, elle prend aujourd’hui des proportions considérables avec la pression exercée par la population humaine, ainsi qu’avec le recul et le morcellement de l’habitat du chat forestier (Felis silvestris silvestris), au point de menacer le maintien de l’intégrité génétique des espèces sauvages. En Italie ou en Espagne, les chats hybrides peuvent représenter 20 % des populations sauvages. Il n’est donc pas toujours aisé de distinguer chat haret, chat hybride, et chat forestier.
La spécificité des chats harets tient à leur système social, reposant sur de vastes colonies territoriales, contrairement tant au chat domestique proprement dit qu’au chat forestier, essentiellement solitaire. Son alimentation de base repose sur les petits oiseaux et mammifères, notamment des passereaux et des rongeurs, comme pour son cousin sauvage.

## Problématique environnementale
Les chats errants et harets posent une série de problèmes environnementaux dérivés de :
- la prédation des espèces natives ;
- l'hybridation avec des chats sauvages[7] ;
- la transmission de maladies.

Ces impacts sont spécialement graves lorsque les chats sont présents sur des îles et îlots.

## Le chat haret dans le monde

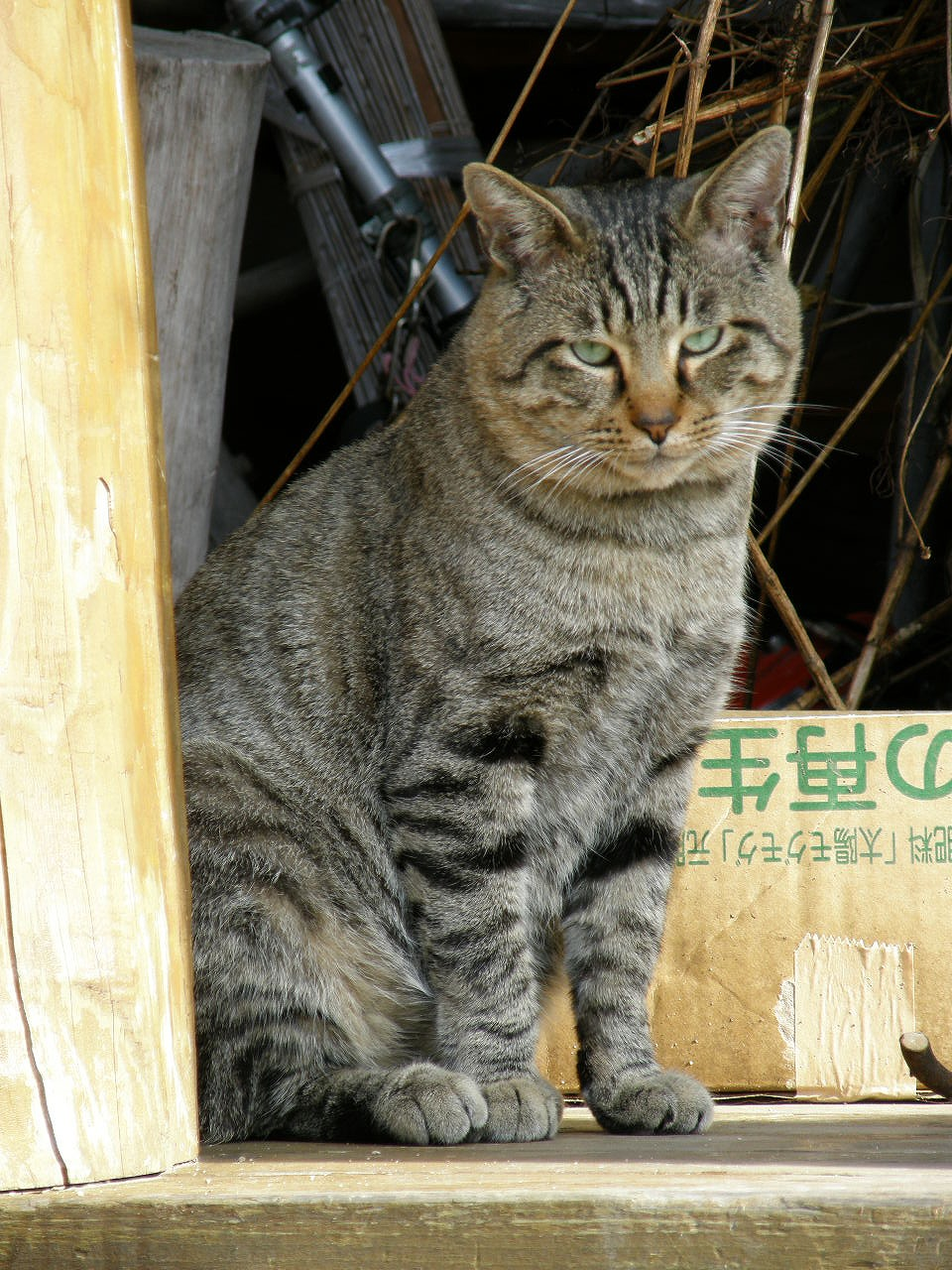
Chat errant, au Japon.

### Australie
En Australie, pays où la faune mammifère indigène est composée de marsupiaux et où les carnassiers marsupiaux se sont éteints (à l'exception du diable de Tasmanie) le chat haret, n'ayant pas de concurrent carnivore, est un prédateur redoutable pour les petits animaux, tant dans les régions reculées que dans les espaces urbanisés, où il profite des aliments qu'on lui donne et des détritus alimentaires.
Au XIXe siècle les lapins et les rats introduits en Australie s'y étaient multipliés de manière explosive, et les colons britanniques avaient tenté de les contrôler en lâchant des chats domestiques. Ces chats devenus « harets » se sont à leur tour multipliés, au point que leur nombre était évalué en 2004 à 18 millions en Australie. Aussi le gouvernement australien a-t-il dû mettre en place des plans d'éradication partielle de ces chats ; ce sont les TAP, Threat Abatement Plans (« Plans d'amoindrissement de la menace » sur la biodiversité).
Le problème écologique ainsi posé à l'Australie est complexe, puisque la totale extermination des chats harets se traduirait aussitôt par la multiplication incontrôlée d'autres espèces invasives importées, comme les lapins et les rats. C'est ce qui est arrivé par exemple dans l’île Macquarie, où l'éradication du chat s'est traduite par une explosion désastreuse du nombre de lapins.
En 2017, alors que 99,8 % de l'Australie est touchée par les chats harets qui comportent, selon des estimations, entre 2,1 et 6,3 millions d'individus, le gouvernement décide l'abattage à grande échelle de deux millions de chats harets.

### Belgique
En Belgique le chat haret menace par l'hybridation le chat sauvage. Cette hybridation est estimée à 5 à 20 % des individus.

### Canada
Pendant de nombreuses années, une colonie de chats harets a existé sur la colline du Parlement, à Ottawa. La tradition associe les chats à une garnison britannique dans les années 1850. Plus récemment, des structures d'habitation ont été construites pour eux, et ils sont nourris par un volontaire qui reçoit à ce titre une allocation de la Chambre des communes. Des vétérinaires de la ville donnent gratuitement des soins à ces chats, qui sont stérilisés. La colonie compte environ quinze chats, dont le nombre demeure sensiblement constant.

### Danemark
De la même manière, un petit groupe de quatre chats harets habite sur l'île du gouvernement à Copenhague : Slotsholmen. Sur cette petite île se trouve le parlement danois, dans le château de Christianborg, les archives nationales et la bibliothèque royale. La grande quantité de papiers et de documents précieux et anciens fait craindre l'arrivée de rats et autres rongeurs.
Une collaboration entre l'association de protection féline locale et le bureau de gestion de l'île s'est installée. Une petite maison est installée dans le jardin entre Christianborg et le musée juif. Les chats y sont nourris tous les jours. Les quatre animaux sont tatoués, stérilisés et inspectés régulièrement par des vétérinaires de l'association féline. Une pancarte à l'entrée du jardin, côté Christianborg explique ceci et demande aux visiteurs de tenir leurs chiens en laisse, et de ne pas effrayer les chats.

### États-Unis
Aux États-Unis, la façon de contrôler la population de chats harets fait débat. De nombreuses municipalités autorisent les abattages, les considérant comme nuisibles. Certains recommandent de contrôler la population de chats harets en autorisant la chasse, soutenant qu'il s'agit là de la méthode la plus économique. Cependant, une proposition d'avril 2005 visant à légaliser la chasse des chats harets dans l'État du Wisconsin pour réduire leur nombre a été refusée par les  législateurs de l'État. Le Dakota du Sud et le Minnesota autorisent de tirer sur les chats harets.

#### Guam
Le râle de Guam, espèce endémique de l'île du même nom, est éteint dans la nature. Les tentatives de réintroduction sont rendues impossibles par les chats harets, en plus des serpents.

### France
En France, le chat haret a été retiré de la liste des espèces chassables (arrêté du 26 juin 1987) et de la liste des animaux susceptibles d'être classés nuisibles (arrêté du 30 septembre 1988). Le maire devient seul responsable de la divagation des chats au titre de l'article L.211-20 de 2000 du code rural et de la pêche maritime. Par ailleurs, sa limitation peut continuer de s'effectuer dans le cadre de la police de la rage qui dépend du ministère de l'Agriculture.
À La Réunion, le chat est une menace pour le pétrel de Barau, en danger d'extinction. En Guadeloupe, c'est l'iguane des Petites Antilles et en Polynésie française les Gallicolumba.
Dans les îles bretonnes comme Bréhat ou Molène, la population de chats harets doit être limitée car ils nuisent à la biodiversité.

#### Nouvelle-Calédonie
Sur l'archipel de Nouvelle-Calédonie, une étude de l'IRD commencée depuis 2011 estime la population de chats harets à au moins 60 000 individus. Par l'étude des excréments retrouvés dans la nature loin des zones habitées, les scientifiques ont pu déterminer la présence d'écailles, poils, plumes, griffes, dents... appartenant à un grand nombre d'espèces d'oiseaux terrestres, arboricoles et marins, reptiles, roussettes (renards volants), dont une grande partie sont endémiques. Ils ont donc pu estimer que la population de roussettes est décimée de plusieurs milliers voire dizaines de milliers d'individus chaque année en Nouvelle-Calédonie. Aucun plan de contrôle ou d'éradication n'est pour l'instant envisagé, malgré l'urgence de la situation. Le chat haret est un prédateur de nombreux animaux endémiques, dont vingt et une espèces sont menacées d'extinction.

#### Kerguelen
Dans les îles Kerguelen, les chats ont été introduits au milieu du XXe siècle. Ils sont estimés à 7 000  ou   8 000 individus par l'Institut polaire français Paul-Émile-Victor en 2022, et sont une menace pour les oiseaux, notamment le grand albatros. Le programme PopChat vise à éradiquer le chat mais rencontre des difficultés.

### Italie
Rome, la capitale de l'Italie, est peut-être la ville au monde comptant la population de chats harets la plus importante : elle est estimée en effet à un nombre compris entre 250 000 et 300 000 chats, organisés en quelque 2 000 colonies, dont certaines vivent dans des lieux historiques comme le Colisée ou le Largo di Torre Argentina.
Certains historiens pensent que l'affection que les Romains portent aux chats remonte à la conquête de l'Égypte par l'Empire romain, car la Cour égyptienne hébergeait des chats. D'autres historiens pensent que Rome a été épargnée des conséquences dévastatrices des épidémies de peste bubonique par la population de chats harets de Rome, qui maintenait à un faible niveau le nombre de rats, principaux vecteurs de la peste. Quoi qu'il en soit, l'affection des habitants de Rome envers les chats égarés ne se dément pas, encore de nos jours, à l'instar de l'actrice Anna Magnani, qui les nourrissait régulièrement.

### Nouvelle-Zélande
En Nouvelle-Zélande, où le chat n'est pas non plus une espèce indigène, la menace est du même ordre qu'en Australie, à la fois dans son origine (population de chats domestiques relâchés au XIXe siècle pour lutter contre la prolifération des lapins), et dans ses conséquences sur les espèces locales, en particulier le kakapo et la baisse dramatique de sa population depuis le XIXe siècle. Les chats harets sont par ailleurs soupçonnés de véhiculer la tuberculose, même s'il est loin d'être prouvé qu'ils puissent transmettre la maladie à d'autres espèces. Il est permis en Nouvelle-Zélande de tirer sur les chats soupçonnés d'être des chats harets, ce qui amène à garder enfermés chez soi les chats domestiques lorsque des battues sont organisées.
La Nouvelle-Zélande lance en 2016 un plan appelé Predator Free New Zealand 2050 (soit : une Nouvelle-Zélande sans prédateur en 2050), qui vise à endiguer la population de nuisibles menaçant la faune néo-zélandaise, et notamment les perroquets coureurs. Parmi les espèces visées, le rat, l'hermine, la sarigue, mais encore le chat haret.

### Royaume-Uni

#### Île de l'Ascension
L'éradication des chats harets de l'île de l'Ascension a coûté 500 000 £ et s'est achevée en 2006. Elle a permis le retour de la nidification de la Frégate superbe.

## Piégeage-castration-relâchage et adoption
Des programmes de piégeage dits Trap-Neuter-Return (« Piégeage-castration-relâchage ») sont mis en œuvre par des volontaires et diverses organisations visant à capturer les chats, à les stériliser par castration, puis à les relâcher. Une variante de ces programmes inclut l'inoculation d'un vaccin contre la rage et d'autres virus et, parfois, un traitement durable contre les puces. Des vétérinaires marquent à cette occasion les chats ainsi opérés en leur coupant le bout d'une oreille ou en leur tatouant un « S », de façon à les identifier comme déjà traités. Des volontaires prennent fréquemment en charge ces chats, les nourrissant et les soignant pendant le reste de leur vie.
L’efficacité de ces mesures de TNR a été disputée par certains car quelques recherches de 2016 ont remis en cause son efficacité. 
Plusieurs d'autres études présentent des avantages sur la réduction progressive de nombre des colonies des chats, l'effet de "vacuum" est évité, etc. En même temps, ils montrent aussi les inconvénients de cette méthode.  
Des associations s'occupant de chats harets proposent des techniques permettant d'apprivoiser ces chatons sauvages.